# Poullan-sur-Mer
 Poullan-sur-Mer  (en bretón Poullann) es una población y comuna francesa, situada en la región de Bretaña, departamento de Finisterre, en el distrito de Quimper y cantón de Douarnenez.

## Demografía
| 1179 | 1085 | 1269 | 1586 | 1627 | 1517 |
| Para los censos de 1962 a 1999 la población legal corresponde a la población sin duplicidades (Fuente: INSEE [Consultar]) |      |      |      |      |      |